# Stygnus
Genre
Synonymes
- Stygnellus Roewer, 1913
- Parastygnellus Roewer, 1913
- Metastygnellus Mello-Leitão, 1928
- Lojanellus Roewer, 1931
- Diplostygnus Mello-Leitão, 1931
- Acrostygnus Roewer, 1931
- Henriksia Mello-Leitão, 1933
- Chelistygnus Roewer, 1943
- Stygnellomma Roewer, 1943
- Stygnellops Roewer, 1943
- Parajanellus Goodnight & Goodnight, 1943
- Satiastygnus Roewer, 1963
- Stygnophareus Soares, 1970

Stygnus est un genre d'opilions laniatores de la famille des Stygnidae.

## Distribution
Les espèces de ce genre se rencontrent en Amérique du Sud,.

## Liste des espèces
Selon World Catalogue of Opiliones (05/10/2021) :
- Stygnus aggerum Sørensen, 1932
- Stygnus armatus Perty, 1833
- Stygnus brevispinis Pinto-da-Rocha, 1997
- Stygnus ferrugineus (Perty, 1833)
- Stygnus gertschi (Roewer, 1963)
- Stygnus grasshoffi Pinto-da-Rocha, 1997
- Stygnus heliae Pinto-da-Rocha, 1997
- Stygnus klugi (Goodnight & Goodnight, 1943)
- Stygnus kuryi Pinto-da-Rocha & Tourinho, 2012
- Stygnus lesserti (Roewer, 1943)
- Stygnus luteus (Mello-Leitão, 1931)
- Stygnus magalhaesi Pinto-da-Rocha & Tourinho, 2012
- Stygnus marthae Pinto-da-Rocha, 1997
- Stygnus mediocris (Roewer, 1931)
- Stygnus multispinosus (Piza, 1938)
- Stygnus nogueirai Pinto-da-Rocha & Tourinho, 2012
- Stygnus pectinipes (Roewer, 1943)
- Stygnus peruvianus (Roewer, 1957)
- Stygnus polyacanthus (Mello-Leitão, 1923)
- Stygnus simonis (Sørensen, 1932)
- Stygnus simplex (Roewer, 1913)
- Stygnus tocantinensis Pinto-da-Rocha, 1997
- Stygnus weyrauchi (Roewer, 1963)

## Publication originale
- Perty, 1833 : « Arachnides Brasilienses. » Delectus animalium articulatorum, quae in itinere per Brasiliam annis MDCCCXVII-MDCCCXX jussu et auspiciis Maximiliani Josephi I Bavariae Regis augustissimi peracto, collegerunt Dr. J. B. de Spix et Dr. C. F. Ph. de Martius, Friedrich Fleischer, Monachii, p. 191-209 (texte intégral).